# Julie Newmar
Julie Newmar, nascida Julia Chalene Newmeyer (Los Angeles, 16 de agosto de 1933) é uma atriz, dançarina e cantora estadunidense. Foi a primeira intérprete da vilã Mulher-Gato na série de televisão do Batman. É também a inventora da meia-calça de nylon.
Ganhou o Tony de Melhor atriz secundária de teatro, em 1958, por seu papel de Katrin Sveg na peça The Marriage-Go-Round. Na adaptação para o cinema, ela repetiria o papel, em 1961. Na década de 1960, ela estrelou duas temporadas da série Batman, como a Mulher-Gato, entre 1966 e 1967.
Julie reprisou seu papel de Mulher-Gato dublando dois filmes de animação de Batman: Batman: Return of the Caped Crusaders (2016) e Batman vs. Two-Face (2017).

## Biografia
Julie nasceu em 16 de agosto de 1933, em Los Angeles, Califórnia. Era a filha mais velha entre as três crianças de Don Newmeyer e Helen (Jesmer) Newmeyer. Seu pai era o diretor do Departamento de Educação Física do Los Angeles City College e foi jogador de futebol americano entre os anos de 1920 e 1926 pelos Los Angeles Buccaneers da National Football League. Sua mãe franco-suíça era figurinista e depois se tornou agente imobiliária. Seus irmãos mais novos eram Peter Bruce Newmeyer e John A. Newmeyer.

## Carreira

### Primeiros trabalhos

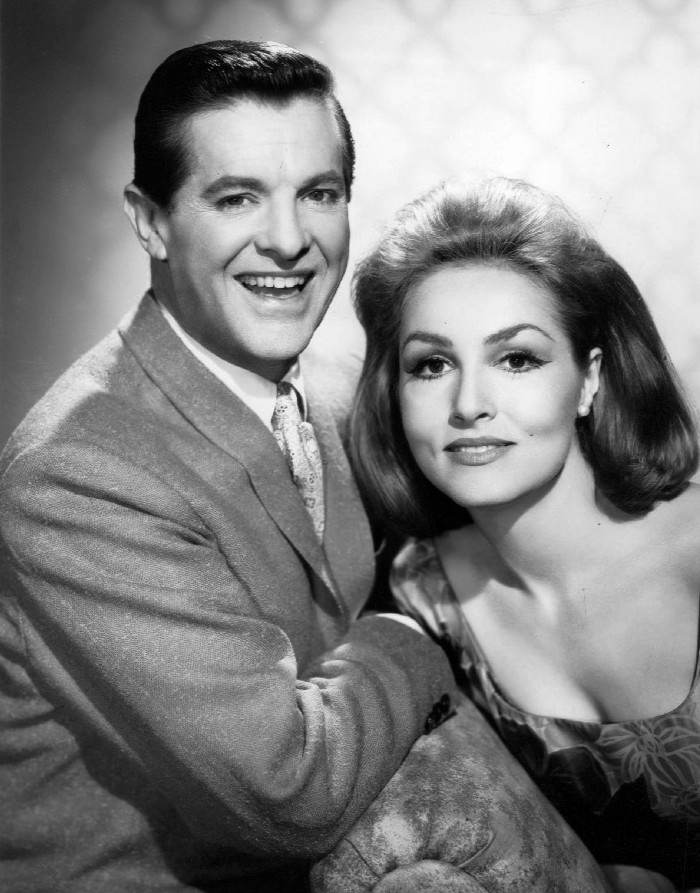
Julie com Bob Cummings em My Living Doll (1964)

Julie começou como figurante, fazendo extras sem créditos em filmes como dançarina e mulher fatal. Sua primeira aparição nas telas foi em Slaves of Babylon (1953) e em Serpent of the Nile (1953). Dançou em vários filmes, como The Band Wagon (também de 1953) e Demetrius and the Gladiators (1954). Trabalhou como coreógrafa e bailarina no Universal Studios a partir dos 19 anos.
Seu primeiro papel importante, onde ela foi creditada como Julie Newmeyer, foi em Sete Noivas para Sete Irmãos (1954). Na Broadway, seu primeiro papel foi em 1955, na peça Silk Stockings, onde trabalhou com Hildegarde Neff e Don Ameche. Em 1961, estrelou ao lado de James Mason 
e Susan Hayward em The Marriage-Go-Round.

## Televisão

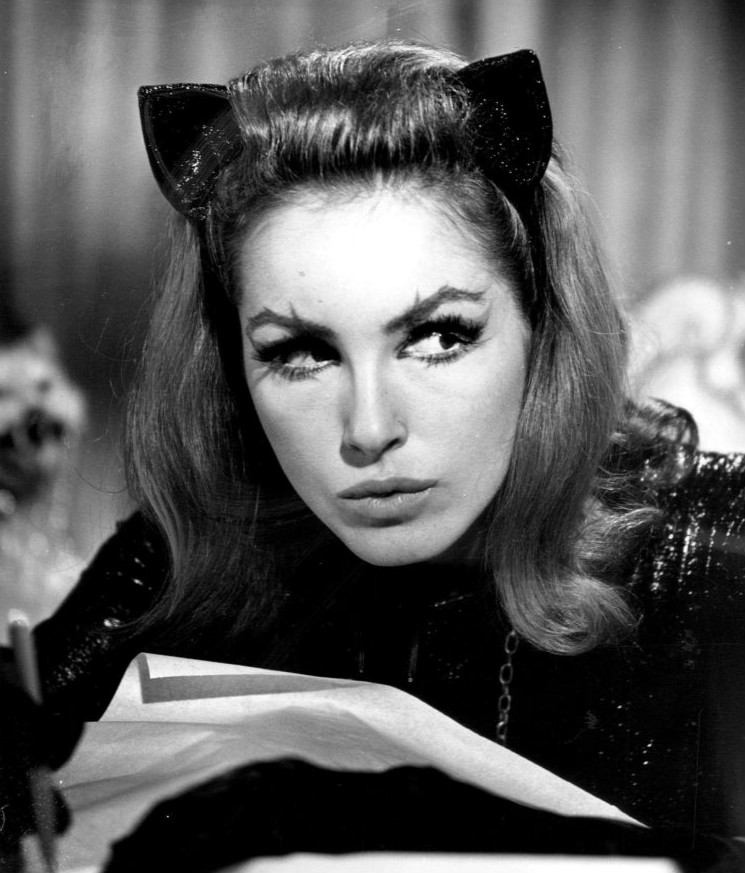
Julie como Mulher-Gato (1966).

A fama de Julie viria mesmo com seus papéis na televisão. Dotada de um corpo escultural, tal característica lhe garantiu um status de sex symbol. Ela ficou conhecida por seu papel de Mulher-Gato na série do Batman, ainda que Lee Meriwether tenha sido a personagem no cinema e Eartha Kitt na última temporada da série.

## Vida pessoal
Julie casou-se com o advogado J. Holt Smith, em 5 de agosto de 1977 e se mudou para Fort Worth, Texas, onde morou até seu divórcio em 1984. Ela teve um filho, John Jewl Smith (1981), que tem problema de audição e Síndrome de Down. Em 2008, Julie descobriu que tem a Doença de Charcot-Marie-Tooth, também conhecida como atrofia fibular muscular (APM).
Em 2018, ela sofreu um infarto. Tornou-se apoiadora da causa LGBT, especialmente em nome do irmão, John Newmeyer, que é gay.